# Lê Minh Hưng
Lê Minh Hưng (nacido el 11 de diciembre de 1970) es un político vietnamita. Actualmente es miembro del 12.º Comité Central del Partido Comunista de Vietnam y gobernador del Banco Estatal de Vietnam. Después de ser nombrado a la edad de 46 años, se convirtió en el gobernador más joven en la historia del Banco Estatal de Vietnam. Tiene una maestría en economía de la Universidad de Saitama, Japón . 